# (4129) Richelen
(4129) Richelen es un asteroide perteneciente al cinturón de asteroides, descubierto el 22 de febrero de 1988 por Robert H. McNaught desde el Observatorio de Siding Spring, Nueva Gales del Sur, Australia.

## Designación y nombre
Designado provisionalmente como 1988 DM. Fue nombrado Richelen en homenaje a los amigos del descubridor, “Richard A. Keen” y “Helen C. Duran", con motivo de su boda hizo una composición con sus nombres.